# 栓皮櫟毛粉蝨
栓皮櫟毛粉蝨（学名：Setaleyrodes quercicola）为粉蝨科毛粉蝨屬下的一个种。